# Diamantino Iuna Fafé
Diamantino Iuna Fafé (* 10. Juni 2001) ist ein guinea-bissauischer Ringer.

## Sport
Bei den African Youth Games 2018 in Algier sammelte er erste Erfahrungen, später bei den Ringer-Weltmeisterschaften 2019 in Nur-Sultan.
Erfolgreich war er bei den Ringer-Afrikameisterschaften. Dort gewann er 2020, 2022, 2023 und 2024 jeweils Medaillen (Silber, Bronze, 2× Gold).
Er trat bei den Olympischen Sommerspielen 2020 in Tokio und den 2024 in Paris an und schied dabei sowohl 2020 als auch 2024 in der ersten Runde aus. 2024 fungierte er auch als Fahnenträger bei der Eröffnungs- und der Abschlusszeremonie.